# Giovanni Antonio Galli

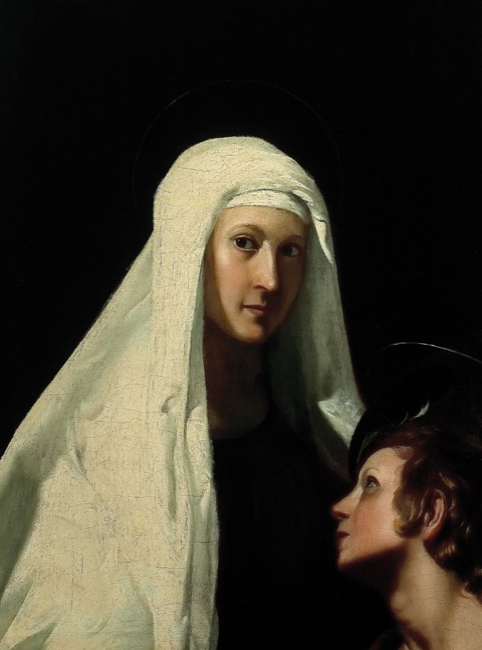
Św. Franciszka Rzymianka z aniołem

Giovanni Antonio Galli, Gianantonio Galli, zwany Lo Spadarino (ur. przed 16 stycznia 1585 (data chrztu) w Rzymie, zm. 1652) – malarz włoski.
Jego dzieła aż do połowy XX wieku przypisywano mylnie twórczości Caravaggio. Był także mylony z bratem Giacomo Galli, malarzem, miedziorytnikiem i ramiarzem. W jego twórczości dominowała tematyka religijna.
Ustalono, że w roku 1603 był czynny w Palazzo San Marco, pozostawał na służbie u kardynała Dolfina do roku 1620. W roku 1615 wykonał freski w pałacu Kwirynalskim.
Zachowały się freski z roku 1638 w Palazzo Madama. Przypisuje się mu również obrazy: Męczeństwo św. Marcjusza i Walerii w rzymskim kościele Santa Caterina della Rota oraz św. Anny i Matki Boskiej w rzymskiej Galerii Spada.
Jednym z najbardziej znanych obrazów jest Anioł Stróż w Czempiniu. Rieti.